# سيدي حرازم
سيدي حرازم هي ضاحية متميزة لمدينة فاس. تقع منطقة سيدي حرازم في الجنوب الشرقي للمدينة وتضم العديد من التجمعات السكانية الصغيرة المتناثرة في المنطقة. تنتمي بلدة سيدي حرازم لعمالة فاس، وتأوي جماعة سيدي حرازم 5.133 نسمة (إحصاء 2004).

## الخصائص
تتمركز المنطقة حامة سيدي حرازم ومنبع للمياه المعدنية العالية الجودة. تحولت المنطقة بفضل المياه المعدنية إلى موقع مغري لاستقطاب آلاف الزوار سنويا. وتبدو هذه العين على مدار العام أشبه بمزارات مفتوحة في وجه مواطنين والسياح العرب، الذين يأتون إليها غالبا في فصل الربيع أو الصيف من أجل الاستمتاع بالأجواء الرطبة المنعشة وفوائد مياهها الصحية.
- الرمز البريدي 30205

## وصلات خارجية
- صور جميلة لحامة ومنابع سيدي حرازم